# Ekaterinburško vrijeme
Ekaterinburško vrijeme ili Ekaterinburška vremenska zona, kratične oznake je (YEKT/YEKST).
UTC mu je +5.
Najzapadnije je vremensko područje u azijskom dijelu Rusije.
U ovoj vremenskoj zoni se nalaze ove oblasti: 

- Permska,
- Čeljabinska,
- Tjumenjska,
- Orenburška,
- Kurganska,
- Sverdlovska,

te autonomne jedinice 

- Permjačka,
- Hantijsko-mansijski autonomni okrug,
- Jamalskonenečki autonomni okrug

te republika Baškirija. 
Spajanjem Permske oblasti i Permjačke u Permski kraj, na dan 1. prosinca 2005., ništa se nije promijenilo, jer novi "kraj" je cijeli u ovom vremenskom području.
Veći gradovi u ovoj zoni: